# Motu Iti (Isla de Pascua)
Motu Iti o  (en español: Pequeña isla)  es un pequeño islote deshabitado cerca de Motu Nui, a mil seiscientos metros (1,6 km) de Rano Kau. Se ubica en la esquina suroccidental de la Isla de Pascua, isla chilena en el Océano Pacífico. Es el segundo islote de mayor tamaño con 1,6 hectáreas o 0,016 km².
Hoy en día es un santuario de aves y parte del Parque nacional Rapa Nui, pero hasta el siglo XIX fue importante para el pueblo Rapa Nui, tanto por haber sido su mejor fuente para la elaboración de herramientas afiladas como para la cosecha anual de huevos y pichones de aves marinas que anidaban en él. Motu Nui, su islote vecino y muy cercano, es la cumbre de una montaña volcánica que se eleva a más de 2.000 metros desde el fondo del mar.
Las aves marinas que anidan en Motu Iti incluyen al charrán sombrío (Onychoprion fuscata).